# 438
438 foi um ano comum do século V no Calendário Juliano. com 52 semanas, o ano teve início e fim num sábado com a letra dominical B.  Segundo o horóscopo chinês, foi o ano do Tigre.
| Ano completo                   |
| ------------------------------ |
| Ano comum com início ao sábado |

## Eventos
- O rei Suevo Hermerico ratifica a paz com os povos Galaicos e, cansado por uma vida de lutas, o rei que já comandava os Suevos quando estes entraram na Península Ibérica, abdicou em favor de seu filho Réquita.